# Santo Domingo Atoyatempan
Santo Domingo Atoyatempan är en ort i Mexiko.   Den ligger i kommunen Atlixco och delstaten Puebla, i den sydöstra delen av landet, 100 km sydost om huvudstaden Mexico City. Santo Domingo Atoyatempan ligger 1 861 meter över havet och antalet invånare är 1 400.
Terrängen runt Santo Domingo Atoyatempan är kuperad åt nordost, men åt sydväst är den platt. Runt Santo Domingo Atoyatempan är det ganska tätbefolkat, med 222 invånare per kvadratkilometer. Närmaste större samhälle är Atlixco, 6,6 km väster om Santo Domingo Atoyatempan. Omgivningarna runt Santo Domingo Atoyatempan är en mosaik av jordbruksmark och naturlig växtlighet.